# N 1 (sommergibile)
L’N 1 è stato un sommergibile della Regia Marina.

## Storia
Dopo aver effettuato le prove di collaudo a La Spezia, fu inviato nella base di Brindisi.
Mentre era di base a Brindisi, al comando del tenente di vascello Francesco Cugia, svolse due missioni offensive al largo di Durazzo.
Prese poi base a Valona, da dove compì undici missioni – tutte svolte di notte – di agguato difensivo al largo di San Giovanni di Medua e di Valona.
A fine guerra fu dislocato a Taranto. Il 23-24 gennaio 1921 fornì, insieme al gemello N 5, l'energia elettrica necessaria ad azionare le elettropompe che contribuirono al raddrizzamento del relitto della corazzata Leonardo Da Vinci, saltata in aria nel 1916 e da poco recuperata.
Sempre nel 1921 fu spostato a La Spezia; da lì fu impiegato nell'addestramento, prendendo parte alle esercitazioni del 1925 e del 1926.
Nel 1927 fu assegnato – al comando del tenente di vascello Leone Riccati di Ceva – all'Accademia Navale di Livorno, per la quale operò nell'addestramento degli allievi.
Messo successivamente in disarmo, fu radiato nel 1930 e demolito.